# Pantaloni palazzo

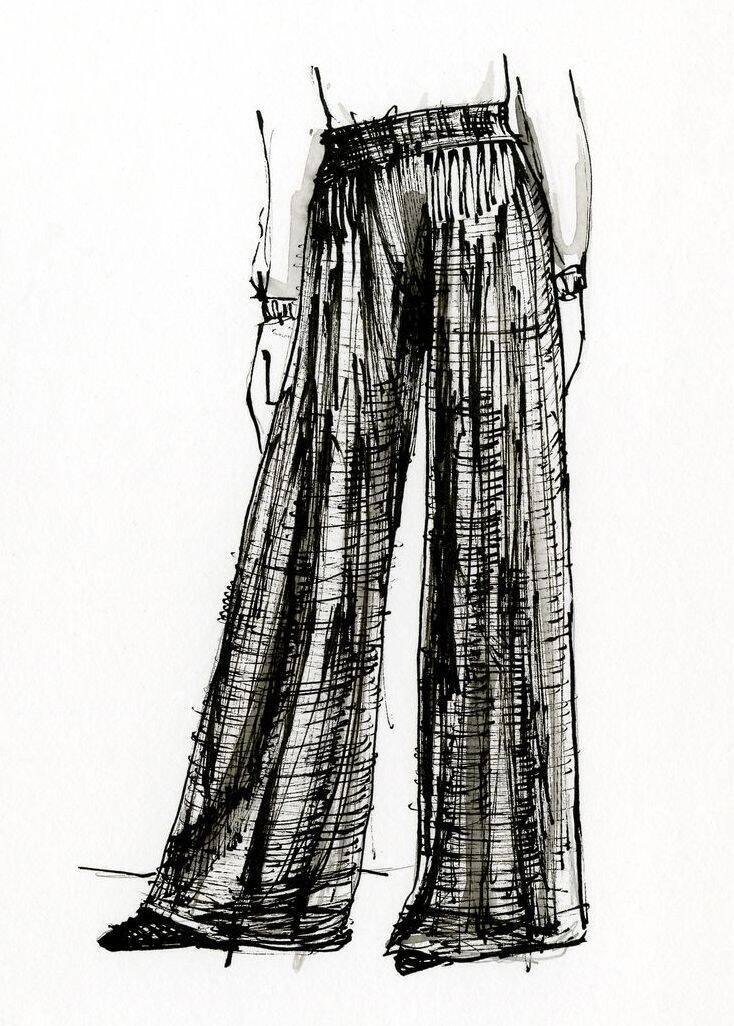

I pantaloni palazzo sono un capo di abbigliamento molto largo.

## Descrizione
I pantaloni palazzo sono unisex, in tessuto leggero (spesso crêpe e jersey) e molto ampi, solitamente portati durante la stagione estiva. I pantaloni palazzo si svasano in modo uniforme a partire dalla vita; a seconda dei casi, la loro lunghezza varia da metà polpaccio fino alla caviglia. Viene consigliato di portarli assieme a una maglietta senza maniche.
I pantaloni palazzo sono quindi diversi dai pantaloni a zampa di elefante, che sono aderenti fino al ginocchio per poi allargarsi. Non vanno anche confusi con i gauchos, che terminano sopra la caviglia e sotto il ginocchio, e i pantaloni alla turca, che aderiscono intorno alle caviglie.

## Storia
Tra gli anni 1930 e 1940, alcune celebrità come Katharine Hepburn, Greta Garbo e Marlene Dietrich indossavano dei pantaloni molto larghi, realizzati da stilisti all'avanguardia, che ricordano gli odierni pantaloni palazzo. I pantaloni palazzo propriamente detti comparvero per la prima volta negli anni 1930, quando Carole Lombard li portò per giocare a golf al Riviera Country Club con il marito Clark Gable. I pantaloni palazzo si diffusero tra la fine degli anni sessanta e gli inizi del decennio seguente. Dal momento che, negli anni sessanta, alcuni ristoranti esclusivi impedivano alle donne di entrare con i pantaloni, che all'epoca stavano diventando parte dell'abbigliamento femminile, le donne aggirarono il problema indossando pantaloni larghi, come i palazzo oppure le culotte. Passarono alla storia i pantaloni palazzo portati da Ingrid Bergman durante i Premi Oscar 1975, considerati tra i più originali abiti mai indossati nella storia della cerimonia. I pantaloni palazzo si sono diffusi in tutto il mondo, diventando parte dell'abbigliamento sportivo delle donne dell'alta società.